# (23478) 1991 BZ
1991 بي زد (ويعرف أيضًا باسم (23478) 1991 بي زد وفق تسمية الكوكب الصغير) (بالإنجليزية: 1991 BZ)‏ هو كويكب ضمن حزام الكويكبات؛ وترتيبه 23478 من حيث الاكتشاف.
اكتُشف هذا الجُرم الفلكي بواسطة Tsutomu Seki ‏ في 21 يناير 1991.

## وصلات خارجية
- (23478) 1991 BZ في قاعدة بيانات مختبر الدفع النفاث لأجرام النظام الشمسي الصغيرة

- الاكتشاف · مخطط المدار ·  العناصر المدارية · المعلمات المادية

- (23478) 1991 BZ على موقع ويكي سكاي: DSS2, SDSS, GALEX, IRAS, Hydrogen α, X-Ray, Astrophoto, Sky Map, Articles and images